# Kathedrale von Changchun

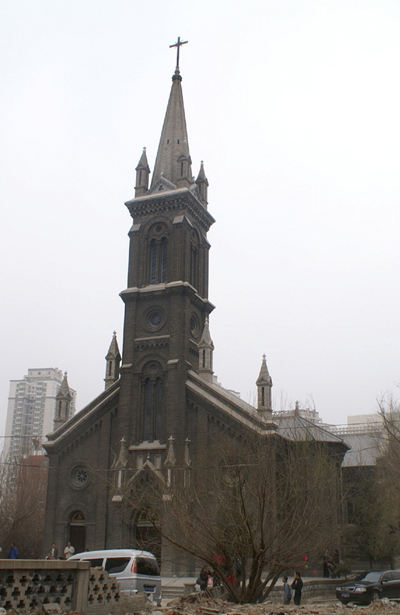
Kathedrale von Changchun

Die katholische St.-Theresien-Kathedrale in Changchun, der Hauptstadt der Provinz Jilin im Nordosten der Volksrepublik China, wurde 1930 errichtet.

## Geschichte
Ein französischer Pater begründete 1895 die katholische Gemeinde in Changchun. Die der hl. Therese von Lisieux gewidmete Kathedrale wurde als Ersatz für einen kleineren Vorgängerbau errichtet. 
Der chinesische Staat verbot von 1969 bis 1979 die katholische Kirche und nutzte das Gebäude als Lagerraum. Im Jahr 1979 wurde das Bauwerk durch einen Brand beschädigt. 
Im Jahr 2007 wurde die Kirche umfassend renoviert und dann feierlich geweiht.

## Architektur
Der neugotische Bau aus grau gebranntem Backstein ist 35 Meter lang und 13 Meter breit. Er ist mit Giebeln, Friesen, Maßwerkfenstern und Ornamenten versehen. Die Kirche besitzt drei Schiffe, ein Querhaus und einen polygonalen Chor. Über dem Nordportal erhebt sich der Turm.